# Поповичук Олег Миколайович
Олег Миколайович Поповичук (6 жовтня 1981 ― 6 травня 2023) — український військовослужбовець, офіцер, учасник війни з Росією. Позивний — «Депутат»
Народився в с. Жубровичі на Житомирщині. У 2003 році закінчив Національний технічний університет України «Київський політехнічний інститут імені Ігоря Сікорського».  У 2008 р. - Національний університет державної податкової служби України за спеціальністю «Правознавство».
Був депутатом селищної ради Гостомеля і викладачем Ірпінського державного коледжу економіки та права.
Один з основоположників розвитку хортингу на Київщині, віце-президент організації Ояма-Карате в Україні, до 2016 року очолював Київську обласну федерацію хортингу та працював суддею на змаганнях.
З першого дня повномасштабного вторгнення став на захист рідного Гостомеля, а згодом сходу України. Був на посаді замначальника озброєння, військової техніки та майна спеціальних військ військової частини А4355.
6 травня 2023 року офіцер-десантник 77-ї десантно-штурмової бригади Олег Поповичук загинув, виконуючи бойові (спеціальні) завдання на Бахмутському напрямку.
Похований у Гостомелі на новому кладовищі.